# Radziwiłł-archief en collectie van de bibliotheek van Njasvizj
Het documentair erfgoed Radziwiłł-archief en collectie van de bibliotheek van Njasvizj is een van de grootste collecties over de geschiedenis van Centraal- en Oost-Europa en bestaat uit werken uit de 12e tot en met de eerste helft van de 20e eeuw. De verzameling werd aangelegd van de 15e tot de 20e eeuw door de aristocratische Radziwiłł-familie. Het erfgoed is verspreid over meerdere landen (Finland, Litouwen, Oekraïne, Polen, Rusland en Wit-Rusland) en is in 2009 opgenomen in de Werelderfgoedlijst voor documenten van de Unesco.

## Achtergrond
De Radziwiłł-familie is een Poolse adellijke familie die oorspronkelijk afkomstig is uit Litouwen. De familie had haar kasteel in Njasvizj, een stad ten zuidwesten van de Wit-Russische hoofdstad Minsk. Zij was een van de meest vooraanstaande families in het Grootvorstendom Litouwen en in het Pools-Litouwse Gemenebest. Gedurende meerdere eeuwen bekleedden leden van de familie hoge staatsfuncties, waardoor zij een belangrijke rol hebben gespeeld in de geschiedenis van Litouwen, Polen, het Russische Rijk en Pruisen. De familie leverde bijvoorbeeld enkele grootkanseliers van Litouwen (vb. Mikołaj Radziwiłł (de Rode)) en had familiebanden met een groot aantal Europese vorstenhuizen (vb. de Poolse koningen en het Duitse keizerlijke huis Hohenzollern).

## Inhoud van het erfgoed
Het archief van de Radziwiłł-familie is een uitgebreide privéverzameling die bestaat uit zo'n 70.000 stukken en is zo goed als volledig bewaard gebleven. Het was in feite het officiële archief van het Grootvorstendom Litouwen, waarin zich zowel privécorrespondentie (bijna 450.000 brieven van 20.000 verschillende personen) en dagboeken als officiële documenten, zoals staatsverdragen, bevinden. De dagboeken verschaffen informatie over de ontwikkeling van sociale en culturele relaties en het dagelijkse leven. Aangezien leden van de familie vaak optraden als mecenas voor de kunsten en zelf ook literaire en muzikale werken schreven, geven de archieven ook een inzicht in de cultuurgeschiedenis van Midden- en Oost-Europa. In het archief zitten ook documenten van economische aard, aangezien de Radziwiłł-familie in het bezit was van grote landerijen in Litouwen, Wit-Rusland en Polen waarvoor zij de zaken moest regelen. Deze documenten geven waardevolle informatie over de handel en economische relaties, de geschiedenis van dorpen en steden en de ontwikkeling van handwerk en industriële ondernemingen. Het archief bevat bovendien ook documenten waarvan nog maar één enkel exemplaar bestaat, zoals een brief uit 1659, die een van de eerste brieven is uit de stad New York, die toen nog Nieuw-Amsterdam heette.
Naast het archief behoort ook de privébibliotheek van de familie, die met 15000 boeken een van de grootste van hun tijd was, tot het erfgoed. De bibliotheek geeft inzicht in de intellectuele en culturele interesses van de Oost-Europese hogere klassen en in de verspreiding van kennis in Europa. De werken waren van de hand van schrijvers uit de klassieke oudheid en West-Europese schrijvers, wat een bewijs is dat deze schrijvers gekend waren en gelezen werden in het Grootvorstendom Litouwen. Op deze manier getuigt de bibliotheek van de verspreiding van de ideeën van de renaissance, Reformatie en de verlichting in Oost-Europa.
In 1939 werd de familie door het Rode Leger verdreven en werd hun eigendom tot staatsbezit gemaakt. De documenten van de familie werden verspreid over verschillende landen en bevinden zich in musea, archieven en bibliotheken in Helsinki (Finland), Minsk (Wit-Rusland), Vilnius (Litouwen), Warschau (Polen), Kiev (Oekraïne), Moskou en Sint-Petersburg (Rusland).
Het documentair erfgoed wordt bewaard in de volgende instituten:
1. Polen: Centraal Archief voor Historische Werken (Archiwum Główne Akt Dawnych w Warszawie (AGAD)) in Warschau (ongeveer 43700 stukken)
2. Wit-Rusland: Nationaal Historisch Archief van Wit-Rusland in Minsk (25585 stukken)
3. Litouwen: Staatshistorisch Archief van Litouwen in Vilnius (ongeveer 3000 stukken)
4. Oekraïne: Centraal Staatshistorisch Archief van Oekraïne in Kiev (ongeveer 100 stukken)
5. Wit-Rusland: Centrale Wetenschapsbibliotheek van de Nationale Academie van Wetenschappen van Wit-Rusland in Minsk (meer dan 3000 stukken)
6. Wit-Rusland: Nationale Bibliotheek van Wit-Rusland in Minsk (ongeveer 700 stukken)
7. Wit-Rusland: Presidentiële Bibliotheek van de Republiek Wit-Rusland in Minsk (meer dan 100 stukken)
8. Rusland: Bibliotheek van de Russische Academie van Wetenschappen in Sint-Petersburg (ongeveer 10000 stukken)
9. Rusland: Wetenschapsbibliotheek van de Staatsuniversiteit van Moskou in Moskou (ongeveer 1500 stukken)
10. Finland: Nationale Bibliotheek van Finland in Helsinki (ongeveer 820 stukken)

Volgens de Unesco bevat de collectie waardevolle culturele en historische informatie. De collectie wordt gekenmerkt door haar grote diversiteit, met informatie zowel over historische gebeurtenissen en internationale relaties, als over het dagelijkse leven. De verzameling is van groot belang, niet alleen door haar omvang, maar ook door het feit dat zij invloed heeft uitgeoefend op de personen die toegang tot de informatie hadden, onder wie hoge staatsfunctionarissen, diplomaten en militairen. Het belang van de collectie neemt nog toe omdat zij verbonden is aan Centraal- en Oost-Europa, waar het aantal overlevende geschreven bronnen over het algemeen lager ligt dan in West-Europa.